# Peter Herold (Unternehmer)
Peter Herold (* 21. Oktober 1970) ist ein deutscher Unternehmer.
Herold studierte bis 1993 Informatik an der Technischen Universität in München und im Anschluss Direktmarketing an der Bayerischen Akademie für Werbung und Marketing.
Von 1994 bis 2001 war er Geschäftsführer der Securitas Internet Systems GmbH, in der unter anderem ab 1997 das Produkt Wire Card entwickelt wurde. 1999 gründete er mit seinem Geschäftspartner Detlev Hoppenrath diesen Unternehmensbereich in die Wire Card AG aus. Bis Dezember 2000 war er deren Aufsichtsratsvorsitzender.
2003 gründete er die WMS Asset Management AG und 2007 das Marktforschungsunternehmen Xamine GmbH.
2020 trat Herold im Dokumentarfilm Der Fall Wirecard – Von Sehern, Blendern und Verblendeten vom Bayerischen Rundfunk über den Wirecard-Bilanzskandal auf.